# Hypotaenidia pacifica
Il rallo di Tahiti (Hypotaenidia pacifica (J. F. Gmelin, 1789)) era un uccello della famiglia dei Rallidi originario di Tahiti e Mehetia.

## Tassonomia
Il rallo di Tahiti venne scoperto nel corso del secondo viaggio di James Cook, nel 1773, quando un esemplare venne catturato e descritto da Johann Reinhold Forster, nonché disegnato da suo figlio Georg. Cosa ne sia stato di quest'esemplare è del tutto ignoto. Questa specie incapace di volare derivava probabilmente dal rallo delle Filippine, la specie dall'areale più diffuso della regione del Pacifico. In lingua tahitiana era nota come ebōnā od ōmnā.
A causa di una grossolana svista tassonomica, fino alla metà del XX secolo la specie era nota comunemente anche come Rallus ecaudatus. Ciò era dovuto a un errore di Georg Forster, che nelle tavole in cui rappresentava le specie trovate nel corso della spedizione di Cook chiamò con tale nome anche una sottospecie di rallo delle Filippine ancora esistente, nota oggi come Hypotaenidia philippensis ecaudata. Inoltre, anche in un'altra importante opera scientifica il rallo di Tahiti ha ricevuto un nome errato: è stato infatti chiamato Gallinula pacifica, nome scientifico attribuito alla gallinella delle Samoa.

## Descrizione

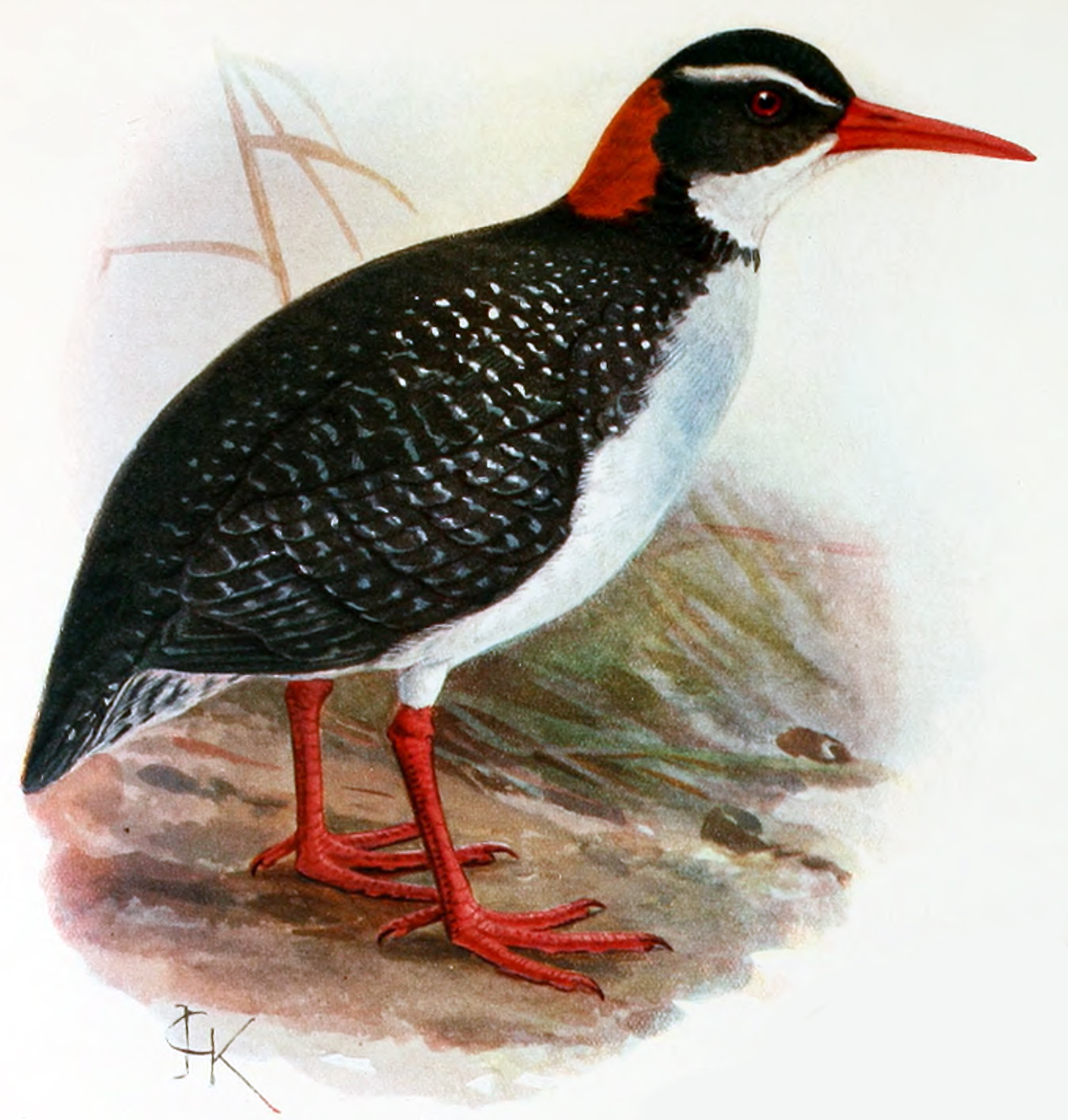
Disegno di John Gerrard Keulemans basato su quello di Forster.

Il rallo di Tahiti era un rallo di piccole dimensioni, lungo probabilmente circa 23 cm; era caratterizzato da regioni superiori di colore nero con macchie o strisce bianche, addome, gola e regione sopracciliare bianchi, parte posteriore del collo color ruggine e petto grigio. La parte superiore del becco era rosso sangue, mentre quella inferiore, pur essendo dello stesso colore, aveva l'estremità di colore giallo chiaro. L'iride era rossa e le zampe e i piedi color carne.

## Estinzione
Sappiamo ben poco sulla scomparsa di questo animale. Così come la maggior parte degli altri ralli estinti della regione del Pacifico giunti fino all'età moderna, potrebbe essere scomparso probabilmente a causa dei predatori introdotti dagli europei. Sebbene possa essere scomparso poco tempo dopo la visita di Cook, alcune testimonianze indicano che nel 1844 sopravviveva ancora. Considerando che questo uccello era capace di nascondersi alla perfezione nel fitto sottobosco, tali voci potrebbero corrispondere a verità. Sorprendono molto di più le testimonianze dei locali secondo le quali l'uccello sia sopravvissuto, fino agli anni '20 circa, sull'isoletta di Mehetia; tali voci sono probabilmente false, dal momento che Tahiti dista da Mehetia circa 100 km, una distanza che questo uccello, incapace di volare, non poteva coprire. Il nome locale tevea si riferiva probabilmente proprio all'uccello di Mehetia. Se su Mehetia fosse veramente vissuto un rallo, è più probabile che esso sia stato una specie imparentata con quello di Tahiti, non lo stesso animale. Dal momento che Mehetia era abitata solo temporaneamente, e quindi probabilmente priva di predatori, sarebbe davvero possibile che un uccello vi sia potuto sopravvivere fino agli anni '20. È improbabile, tuttavia, che una specie distinta abbia potuto evolversi e sopravvivere sulla minuscola Mehetia (2,3 km²), dal momento che l'isola pare sia stata soggetta, negli ultimi 2000 anni, a un'intensa attività vulcanica; alcuni studiosi, quindi, ritengono che gli uccelli presenti su Mehetia siano stati portati lì da Tahiti dai raccoglitori di legna polinesiani, come riserva di cibo durante le loro visite.